# Brian Herring
Brian Herring est un acteur et marionnettiste britannique né le 30 mai 1970. Avec Dave Chapman, il est le marionnettiste officiel et le créateur des effets sonores de BB-8 dans la saga Star Wars.

## Filmographie

### Acteur

#### Cinéma
- 1996 : L'Île au trésor des Muppets
- 2007 : 28 Semaines plus tard : un infecté
- 2008 : Hellboy 2 : Silkard et le vendeur de poissons
- 2011 : Nothing to Lose (court-métrage)
- 2013 : L'Élan de Noël : Moos
- 2015 : Star Wars, épisode VII : Le Réveil de la Force : BB-8
- 2017 : Star Wars, épisode VIII : Les Derniers Jedi : BB-8
- 2018 : Solo: A Star Wars Story : Hirang Birren
- 2019 : Star Wars, épisode IX : L'Ascension de Skywalker : BB-8

#### Télévision
- 1996 : Wizadora : Hangle (1 épisode)
- 1999 : Construction Site : Diggs
- 1999 : Mopatop's Shop : plusieurs personnages (4 épisodes)
- 2001 : The Hoobs : Hubba Hubba
- 2004 : Fur TV : Jim
- 2004 : The Roly Mo Show
- 2007 : Génial Génie : Fuzzy (1 épisode)
- 2007-2008 : Space Pirates : Stringy (30 épisodes)
- 2008 : Headcases : plusieurs personnages (8 épisodes)
- 2009 : Grandpa in My Pocket : M. Krumpgrumble (1 épisode)
- 2009 : What's Your News? : Antony et Peek (2 épisodes)
- 2011 : Annabel's Kitchen : Jimmy (15 épisodes)
- 2012 : Cérémonie d'ouverture des Jeux olympiques d'été de 2012 : Voldemort
- 2013 : Sorciers vs Aliens : Stickley et Squigley (8 épisodes)
- 2017-2018 : Super mini monstres : Luigi (32 épisodes)
- 2018 : Urban Myths : Waldo l'huitre (1 épisode)
- 2019 : Star Wars: Roll Out : BB-8 (3 épisodes)

### Marionnettiste
- 1984 : Spitting Image
- 1996 : L'Île au trésor des Muppets
- 1996 : Professor Bubble (2 épisodes)
- 1997 : Big Garage
- 1999 : Construction Site
- 1999-2002 : Dream Street (59 épisodes)
- 2001 : Jack et le Haricot magique
- 2004 : Barking!
- 2005 : H2G2 : Le Guide du voyageur galactique
- 2007 : Bunnytown (1 épisode)
- 2009 : A Shine of Rainbows
- 2011 : Rise of the Appliances
- 2013 : Le Dernier Pub avant la fin du monde
- 2013 : The Harry Hill Movie
- 2015 : Docteur Frankenstein
- 2016 : Rogue One: A Star Wars Story
- 2018 : Solo: A Star Wars Story